# Paterna de Rivera
Paterna de Rivera è un comune spagnolo di 5 287 abitanti situato nella comunità autonoma dell'Andalusia.

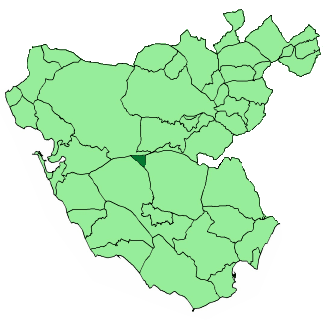
Mappa del comune nella provincia